# Grasslands Chant
Grasslands Chant (em português O Canto da Savana) é uma música lançada no musical do filme O Rei Leão (The Lion King Musical).

## Sinopse
A música começa quando Mufasa mostra todas as terras do reino (Pride Lands) para o pequeno Simba. No filme, essa passagem de dois minutos entre o final de Circle of Life e o início de Morning Report não é totalmente uma música.

## The Lion King Musical
As artistas que fazem a performance da música são pessoas com chapéus de grama, que surgem do chão e Rafiki. No meio da música, dois bonecos de Simba e Nala aparecem. As pessoas se abaixam, dando um efeito de grama. Os atores que fazem Mufasa e Simba aparecem de trás das cortinas, e no fim da música, os atores que fazam Mufasa, Zazu e Simba surgem. A música acaba, a cortina se fecha e um diálogo começa. Zazu fala com Mufasa sobre o o relatório matinal.